# Бријел сир Бар
Бријел сир Бар (фр. Brieulles-sur-Bar) насеље је и општина у североисточној Француској у региону Шампањ-Арден, у департману Ардени која припада префектури Вузје.
По подацима из 2011. године у општини је живело 186 становника, а густина насељености је износила 14,06 становника/km². Општина се простире на површини од 13,23 km². Налази се на средњој надморској висини од 185 метара.

## Демографија
| 1962. | 1968. | 1975. | 1982. | 1990. | 1999. | 2011. |
| ----- | ----- | ----- | ----- | ----- | ----- | ----- |
| 229   | 239   | 196   | 196   | 175   | 202   | 186   |

График промене броја становника у току последњих година